# Nuevos Ministerios metróállomás
Nuevos Ministerios egy metró- és vasútállomás Spanyolország fővárosában, Madridban a madridi metró 6-os, 8-as és 10-es vonalán. Az állomást több Cercanías Madrid járat is érinti, továbbá itt halad át a Madrid–Valencia-vasútvonal is.

## Metróvonalak
Az állomást az alábbi metróvonalak érintik:
- 6-os metróvonal
- 8-as metróvonal
- 10-es metróvonal
- Risa tunnels
- Madrid-Valencia-vasútvonal
- Madrid-Barcelona-vasútvonal

## Kapcsolódó állomások
A metróállomáshoz az alábbi állomások vannak a legközelebb:
- Cuatro Caminos (Laguna, 6-os metróvonal, belső hurok)
- Gregorio Marañón (Puerta del Sur, 10-es metróvonal)
- Santiago Bernabéu (Hospital Infanta Sofía, 10-es metróvonal)
- República Argentina (Laguna, 6-os metróvonal, külső hurok)
- Colombia (Aeropuerto T4, 8-as metróvonal)